# Надєждін Андрій Михайлович
Андрій Михайлович Надє́ждін (19 червня 1963, Верхня Хортиця — 19 жовтня 2022) — український художник, мистецтвознавець і педагог; член Спілки радянських художників України з 1990 року. Син художника Михайла Надєждіна, брат художниці Оксани Журавель.

## Біографії
Народився 19 червня 1963 року в смт Верхній Хортиці (нині у складі міста Запоріжжя, Україна). Навчався у Кіровоградській дитячій художній школі, обласній студії підготовки художників-оформлювачів, був учнем Ісааа Перкаса. У 1981—1982 роках працював бутафором у Кіровоградському обласному театрі ляльок. 1986 року закінчив факультет художнього оформлення Дніпропетровського художнього училища, де навчався у Віктора Матяша, Г. Чернети.
Протягом 1986—1991 років працював художником-оформлювачем у Кіровоградських художньо-виробничих майстернях Художнього фонду України; у 1991—2009 роках викладав у Кіровоградській дитячій художній школі, одночасно з 1995 року — провідний науковий співробітник Художньо-меморіального музею Олександра Осмьоркіна.
2004 року закінчив факультет історії і теорії образотворчого мистецтва Національної академії образотворчого мистецтва і архітектури, де навчався у Віктора Джулая, Ольги Лагутенко.
Мешкав у Кіровограді/Кропивницькому в будинку на вулиці Добровольського, № 13, квартира № 21 та у будинку на вулиці Євгена Тельнова, № 6, корпус № 1, квартира № 35. Помер 19 жовтня 2022 року.

## Творчість і мистецтвознавча діяльність
Працював у галузі станкового живопису (представник українського романтичного символізму). Серед робіт:
- «Канівська феєрія» (1989)[3];
- «Протистояння» (1989);
- «Плин часу» (1989);
- «Стежкою віри» (1990);
- «Спалах дитячого хвилювання за чашкою кави, або Капелюшок» (1995);
- «Під зеленим абажуром, або миттєвий спогад про мою бабусю за чашкою кави» (1995)[2];
- «Титани і боги» (1995)[3];
- «Миттєві сни дорослих дітей» (1998)[3];
- «З життя ангелів» (2000)[3];
- «Сон, або осінні світанки мого дитинства» (2001)[2];
- «Знов падають серпневі зорі» (2004);
- «Співець степової Еллади (Євген Маланюк)» (2006);
- «Втрачений рай. Чорна пасхалія. 1933 рік» (2006);
- «Квітка» (2006);
- «А сніг іде» (2017);
- «Кіт і море, або Спостерігаючи та осмислюючи» (2018);

серії
- «Відродження» (1989—1994);
- «З життя храму» (1990—1996);
- «Осінні світанки мого дитинства» (1999—2005);
- «Метаморфози сучасності» (2001—2019);
- «Ангелів кулі не минають» (2014—2018);

оформив книги
- «Dominus Маланюк. Тло і постать» Леоніда Куценка (2002; 2004);
- «Осінній звір» Петра Селецького (2003);
- дилогію «Білі бланкети» (2015) та «Смутна доба» (2016) Миколи Смоленчука;
- «Єдиним сном, єдиним болем…» Євгена Маланюка (2014);

упорядкував альбоми
- «Архітектурне мистецтво» (2013);
- «Образотворче мистецтво» (2013);
- «Місто о п'яти іменах. На перехресті стилів та епох. Архітектурний образ міста Кропивницького в фотографіях Ігоря Демчука» (2018).

Автор проєктів художнього оформлення музеїв обласних управлінь Міністерства внутрішніх справ та Служби безпеки України, археологічного музею Центральноукраїнського державного університету імені Володимира Винниченка, педагогічного музею Кіровоградської області, народного музею визволення Кіровоградщини.
Ініціював культурно-мистецькі проєкти: «Канівська феєрія» (1993), «Музика українського вертепу» (1995, 1998), «Метаморфози живопису» (1998).
Брав участь у всеукраїнських та міжнародних мистецьких виставках з 1989 року. Персональні виставки відбулися у Кіровограді/Кропивницькому у 1986, 1991, 1993, 1996, 2000–2001, 2004, 2008, 2015, 2017—2018 роках, Києві у 1993, 2005, 2007, 2011 роках, Сумах у 2013 році, Дніпрі у 2019 році.
Роботи художника зберігаються у Дирекції виставок Міністерства культури та інформаційної політики України та Дирекції виставок Національної спілки художників України, Кропивницькому художньому музеї, Національному художньому музеї України в Києві, Черкаському краєзнавчому музеї, Художньо-меморіальному музеї Олександра Осмьоркіна у Кропивницькому, Меморіальному музеї Володимира Івасюка у Чернівцях, Музеї історії міста Кам'янського, приватних колекціях. 
Автор низки статей в Енциклопедії сучасної України.

## Відзнаки
- Нагороджений:
  - подякою Міністерства культури і мистецтв України (1999)[6];
  - медаллю «Будівничий України» Всеукраїнського товариства «Просвіта» імені Тараса Шевченка[6];
  - почесними грамотами Кіровоградської обласної державної адміністрації, Кропивницької міської ради[6];
- Лауреат Кіровоградських обласних премій:
  - в сфері образотворчого мистецтва та мистецтвознавства імені Олександра Осмьоркіна (2008, 2010, 2019)[1];
  - краєзнавчої імені Володимира Ястребова (2015)[1].;
- Заслужений художник України з 2013 року[8].